# Amedeo Tommasi
Amedeo Tommasi (* 1. Dezember 1935 in Triest; † 14. April 2021 in Rom)
war ein italienischer Pianist und Komponist im Bereich des Modern Jazz, der elektronischen Musik und der Filmmusik.

## Leben und Wirken
Tommasi begann seine Karriere als Jazz-Posaunist in der Dixieland-Formation Panigal Jazz Band in Bologna. Bekannt wurde er in Italien 1960 durch die Radiosendung La coppa di jazz, nachdem er zum Piano und stilistisch zum Modern Jazz gewechselt war; 1961 trat er auf verschiedenen Jazzfestivals wie dem Sanremo-Festival auf und erhielt den ersten Preis auf dem Bled Festival in Jugoslawien. In den folgenden Jahren entstanden Aufnahmen mit Chet Baker (Chet is Back), René Thomas/Bobby Jaspar, Buddy Collette, Conte Candoli und Jacques Pelzer. Ab Anfang der 1970er Jahre betätigte er sich verstärkt als Filmkomponist und arbeitete u. a. für Gianfranco Baldanello, Guido Leoni, Pupi Avati, Dario Argento, Mino Guerrini und Fabrizio Costa; Als musikalischer Berater war er für Giuseppe Tornatores Film Die Legende vom Ozeanpianisten (1999) tätig, in dem er einen Cameo-Auftritt als Pianist hatte. Außerdem legte er eine Reihe von Alben mit elektronischer Musik vor.  Tommasi trat auch unter den Pseudonymen Amedeo Forte und Di Jarrell auf.
2010 wirkte er beim Dokumentarfilm Pupi Avati, ieri oggi domani von Claudio Costa mit.

## Filmografie (Auswahl)
- 1968: Seine Winchester pfeift das Lied vom Tod (I lunghi giorni dell'odio)
- 1970: Thomas e gli indemoniati (Regie: Pupi Avati)
- 1970: Balsamus l'uomo di Satana (Regie: Pupi Avati)
- 1975: La mazurka del barone, della santa e del fico fiorone (Regie: Pupi Avati)
- 1976: Bordella (Regie: Pupi Avati)
- 1976: Le seminariste (Regie: Guido Leoni)
- 1976: Das Haus der lachenden Fenster (La casa dalle finestre che ridono, Regie: Pupi Avati)
- 1977: Neun Leichen hat die Woche (Regie: Pupi Avati)
- 1977: Von Buttiglione Sturmtruppenführer (Regie: Mino Guerrini)
- 1979: Le strelle nel fosso (Regie: Pupi Avati)
- 1993: Passioni (TV-Serie, Regie: Fabrizio Costa)
- 2001: Non ho sonno (Regie: Dario Argento)

## Diskographische Hinweise
- Amedeo Tommasi – Synthesiser (Cenacolo, 1973)
- Amedeo Tommasi – Spazio (Cenacolo, 1973)
- Di Jarrell – April Orchestra Présente RCA Sound Vol. 5 (RCA, 1976)
- Amedeo Tommasi – Grandangolo (Cenacolo, 1981)
- Amedeo Tommasi & Stefano Torossi  – Tecnologia Elettronica (Costanza Records, 1986)
- Amedeo Tommasi e Stefano Torossi – Strumentali: L'uomo E La Natura (Nuovo Repertorio Editoriale, 1989)
- Amedeo Tommasi – The Sound (2007)
- Narassa / Amedeo Tommasi – Made in U.S.A. (Arision, 2009)